# Агафонова Тетяна Іванівна
Тетяна Іванівна Агафонова (нар.. 8 жовтня 1963, Москва, РРФСР, СРСР) — радянська і російська кіноактриса, телеведуча.

## Життєпис
Після школи вступила до медичного училища, але через два місяці залишила навчання, адже була прийнята до школи-студії МХАТ, яку закінчила в 1985 році (майстерня Василя Маркова).
У 1980-х роках вона активно знімалася в кіно. Також служила актрисою театру-студії під керівництвом Олега Табакова (1990—1993 роки). У 1990-х роках Тетяна Агафонова працювала на телебаченні на московському телеканалі ТВ-6 у програмі «Аптека ТВ-6», потім вела рубрику в програмі «На здоров'я» на РТР .
У 1993 році вступила на юридичний факультет Академії економіки і права. Займалася бізнесом, але безуспішно.
У 1998 році несподівано кинула всі справи, і поїхала на малу батьківщину — до села Залазіно Лихославльського району Тверської області Російської Федерації, де їй запропонували посаду голови колгоспу «Вперед». Зрідка знімалася в кіно.
Тоді закінчила Тверську сільськогосподарську академію за спеціальністю «менеджмент».
У 2007 році організувала продюсерський центр «Три столиці». Повернулася до акторської професії. З 2009 року обімає посаду генерального директора фестивалю «Література і кіно», який проводиться в Гатчині .

## Фільмографія
1. 1983 — Самотнім надається гуртожиток — Ліза Лаптєва
2. 1984 — Неймовірне парі, або Істинна пригода, що благополучно завершилося сто років тому — Марія, дружина шевця
3. 1984 — Талісман кохання
4. 1984 — Особливий випадок
5. 1984 — Рудий, чесний, закоханий — мама-Зайчиха
6. 1985 — Заповіт — Зіна
7. 1985 — Не ходіть, дівчата, заміж — Наталія Солдатова, доярка
8. 1985 — Подружка моя — Нюра
9. 1985 — Танцмайданчик — Бубнова
10. 1986 — Аеропорт зі службового входу
11. 1986 — Тривалий іспит — гостя на весіллі
12. 1986 — Зіна-Зінуля
13. 1986 — По головній вулиці з оркестром — Луїза
14. 1986 — Трава зелена — Анфіса
15. 1987 — Забута мелодія для флейти — хористка
16. 1987 — Причали — Катерина
17. 1987 — Топінамбури — лікар
18. 1988 — Острів іржавого генерала — Звонілкіна
19. 1988 — Пілоти
20. 1988 — Підпалювачі
21. 1988 — Швидкий поїзд
22. 1989 — Свавілля — музикантка-флейтистка
23. 1989 — Колишній тато, колишній син — Зінька
24. 1989 — Інтердівчинка — Вєрка-Москвичка
25. 1989 — Процес
26. 1990 — Жіночий день
27. 1990 — Зроблено в СРСР — Таня
28. 1991 — Брюнетка за 30 копійок
29. 1991 — Джокер — комсомолка-водійка, учасниця автопробігу
30. 1991 — П'ять викрадених ченців — Райка Паукова
31. 1991 — Помирати не страшно
32. 1992 — Чоловічий зигзаг
33. 1992 — Пам'ятаєш запах бузку
34. 1992 — Удачі вам, панове!
35. 1992 — Шоу для самотнього чоловіка
36. 1993 — Аляска Кід
37. 1994 — Я кохаю
38. 1994 — Петербурзькі таємниці — прислуга в будинку Бероєва
39. 1994 — Життя і незвичайні пригоди солдата Івана Чонкіна — Нінка
40. 1998 — Розв'язка Петербурзьких таємниць — прислуга в будинку Бероєва
41. 2001 — Далекобійники (20-та серія «Вероніка») — слідчий, майор юстиції
42. 2002 — Ха!
43. 2003 — Пан або пропав — Беата на прізвисько Кенгуриха
44. 2003 — Вбити вечір
45. 2004 — Політ лелеки над капустяним полем
46. 2004 — Проти течії
47. 2006 — Петя Чудовий
48. 2008 — Лід у кавовій гущі (Україна)
49. 2008 — Міни у фарватері
50. 2009 — Брудна робота — Галина
51. 2010 — Гаражі — Маша
52. 2010 — Будинок Сонця — мати Баби Біди, начальниця відділення міліції
53. 2010 — Маршрут милосердя — Нонна
54. 2010 — Новорічні свати
55. 2011 — Життя і пригоди Мішки Япончика — мадам Глікберг
56. 2012 — Поки цвіте папороть — Нінка
57. 2013 — Догори ногами — зечка
58. 2013 — Дочекатися любові — Зіна
59. 2013 — Самотні серця — Тетяна Дмитрівна
60. 2014 — Чужий серед своїх — тітка Аня